# اميت غولازاد
اميت غولازاد (20 نوفمبر 1992 بباكو في أذربيجان - ) هو لاعب كرة قدم أذربيجاني في مركز الوسط. شارك مع منتخب أذربيجان تحت 17 سنة لكرة القدم ومنتخب أذربيجان تحت 19 سنة لكرة القدم ومنتخب أذربيجان تحت 21 سنة لكرة القدم ومنتخب أذربيجان لكرة القدم. أما مع النوادي، فقد لعب مع أتليتيكو كلوب دي برتغال وقيصري إيرسيسبور ونادي قبله ونادي نيفتشي باكو وRavan Baku FK ‏ ونادي سومقاييت.

## وصلات خارجية
- اميت غولازاد على موقع الاتحاد الأوربي (الإنجليزية)
- اميت غولازاد على موقع اتحاد تركيا (لاعب) (الإنجليزية)
- اميت غولازاد على موقع قاعدة بيانات كرة القدم.إي يو (الإنجليزية)
- اميت غولازاد على موقع ناشيونال فوتبول تيمز (الإنجليزية)
- اميت غولازاد على موقع Soccerway.com (الإنجليزية)
- اميت غولازاد على موقع عالم كرة القدم.نت (الإنجليزية)